# Paraíso Proibido
"Paraíso Proibido" é o primeiro single da banda brasileira de pop punk Strike, lançado em seu álbum de estreia Desvio de Conduta em 2007. A canção foi tema de abertura da  15ª temporada da telenovela Malhação, da Rede Globo.

## Sobre
A canção foi gravada originalmente no EP homônimo da banda lançado em fevereiro de 2006 no site Trama Virtual. Uma semana depois já estava entre as 20 músicas mais pedidas na rádios de Juiz de Fora. Após a banda assinar com a Deckdisc, foi escolhida como primeiro single do álbum Desvio de Conduta em 2007, alcançando sucesso razoável em diversas cidades e no canal Multishow. Em outubro do mesmo ano a banda foi procurada pela Rede Globo para ter sua música incluída na trilha sonora de Malhação. Dias depois, ás vésperas da estreia da nova temporada, foram informados que Paraíso Proibido seria o novo tema de abertura do programa. No ano seguinte, devido ao sucesso da temporada e o crescente número de pedidos, voltou a ser trabalhada nas rádios e alcançou sucesso nacional, alavancando a popularidade do grupo e se tornando um dos maiores hits do ano.

## Videoclipe
Lançada em 2007 e dirigida por Bruno Murtinho, a primeira versão do clipe da canção mostra a banda chegando em um carro de luxo para um show em uma sala rodeada de manequins. Vestida com trajes sociais, a banda toca de forma mecânica e sem empolgação. No meio da música os integrantes se revoltam e abandonam o local, indo realizar o show em outro lugar rodeados de fãs empolgados. A segunda versão, dirigida por Dante Belutti e produzida pela Locomotiv FIlmes mostra imagens de shows e bastidores da banda na estrada. Estreou simultaneamente nos canais MTV, Multishow, Mix TV, PlayTV e na internet pelo TV UOL. 

## Faixas e formatos
| CD Single, streaming |                    |         |  |
| N.º                  | Título             | Duração |  |
| 1.                   | "Paraíso Proibido" | 2:54    |  |

## Prêmios e indicações
| Ano  | Prêmio             | Categoria     | Resultado | Ref    |
| ---- | ------------------ | ------------- | --------- | ------ |
| 2008 | Video Music Brasil | Hit do Ano    | Indicado  | [ 13 ] |
| 2008 | Meus Prêmios Nick  | Música do Ano | Indicado  | [ 14 ] |

## Desempenho nas paradas musicais

### Tabelas musicais de final de ano
| Tabela musical (2008)                               | Melhor posição |
| --------------------------------------------------- | -------------- |
| Brasil Top 100 Airplay (Crowley Broadcast Analysis) | 85             |